# Friedrich Kohlrausch (Physiker)

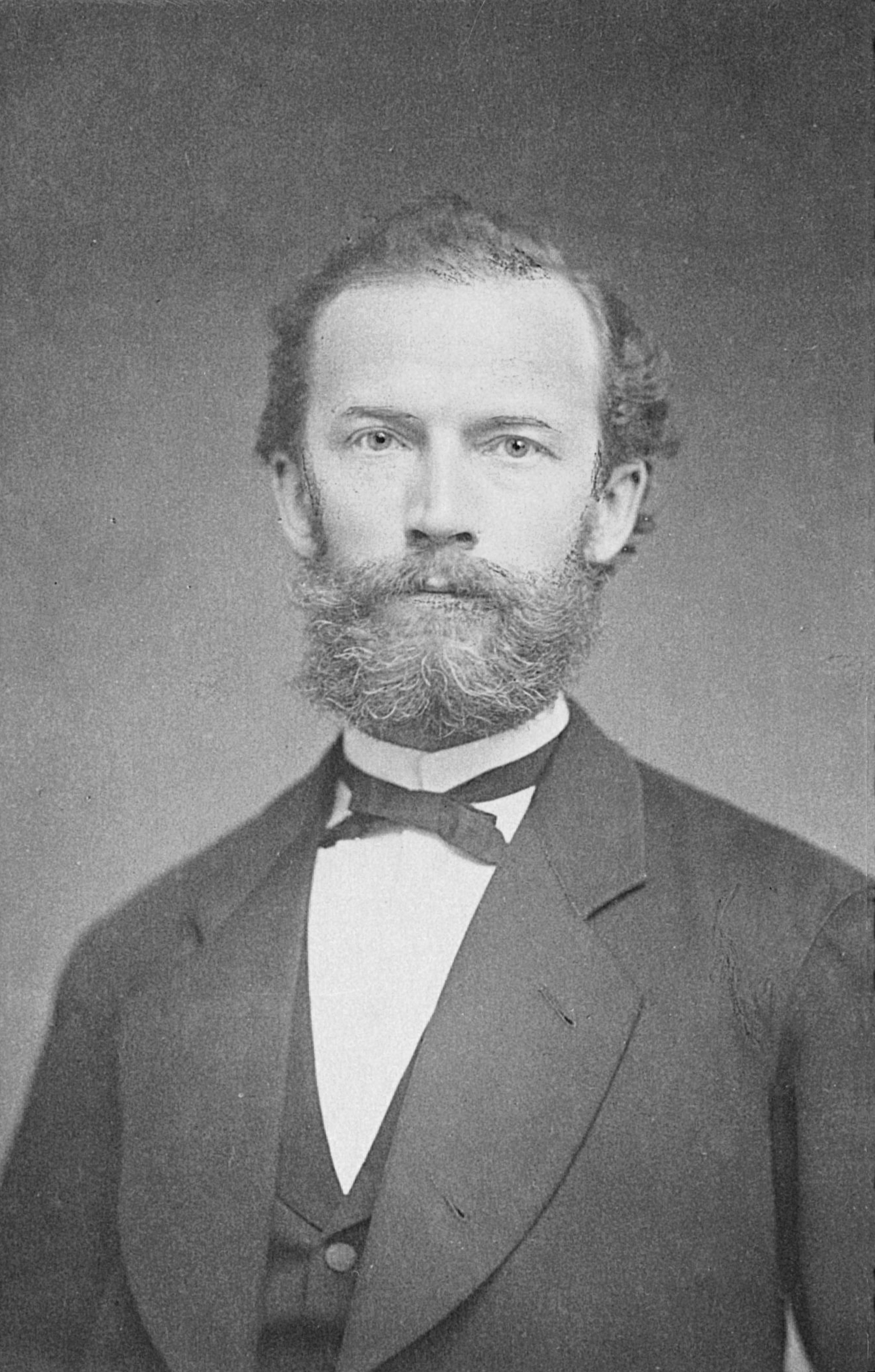
Friedrich Kohlrausch

Friedrich Wilhelm Georg Kohlrausch (* 14. Oktober 1840 in Rinteln; † 17. Januar 1910 in Marburg) war ein deutscher Physiker und Physikochemiker. Er war der Sohn von Rudolf Kohlrausch (1809–1858), Bruder von Wilhelm Kohlrausch und Enkel des Friedrich Kohlrausch.

## Wissenschaftliche Karriere

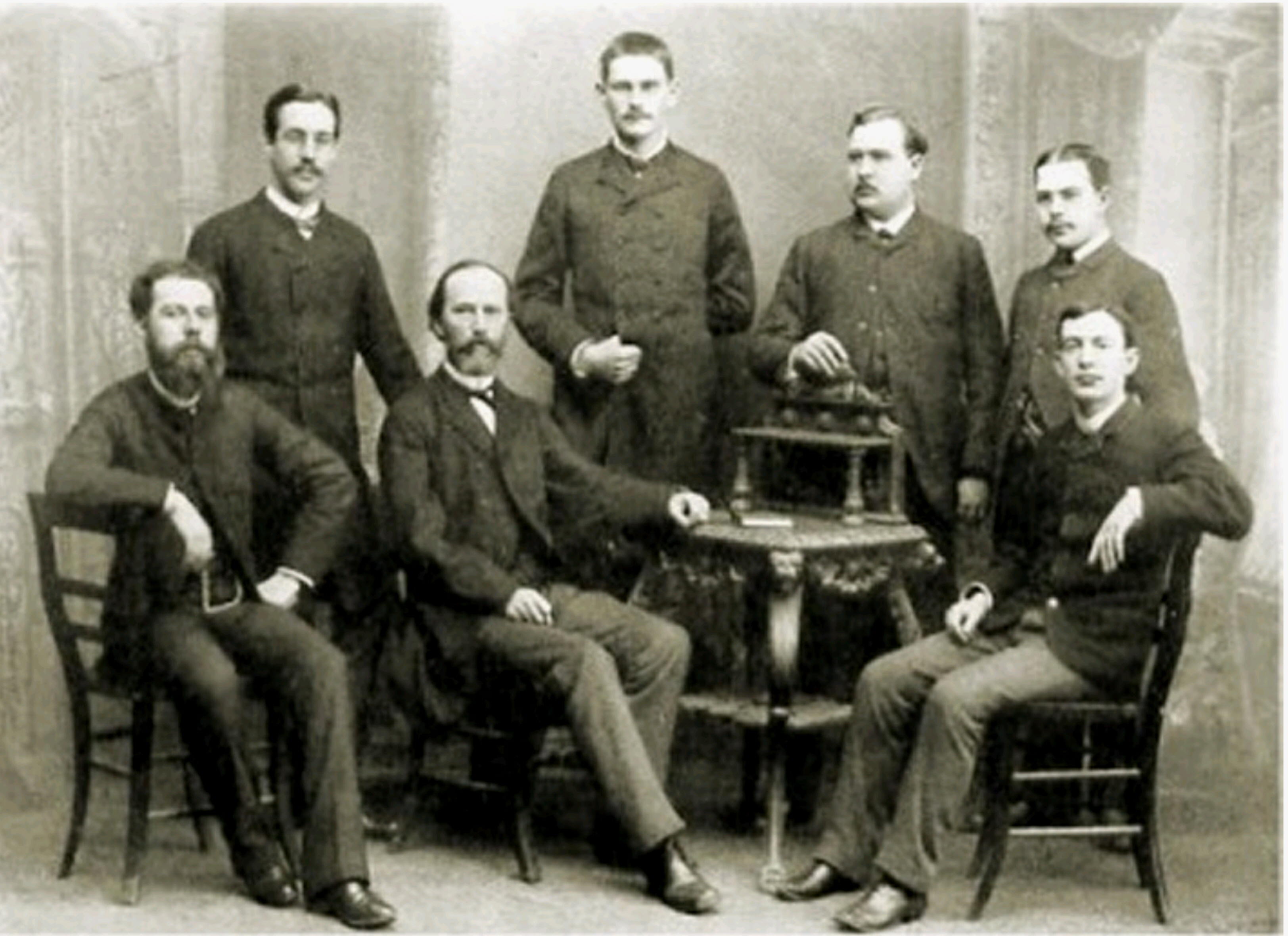
Friedrich Kohlrausch in Würzburg

Kohlrausch studierte in Erlangen und Göttingen, wo er 1863 bei Wilhelm Eduard Weber über die Elastische Nachwirkung bei der Torsion promovierte. 1864 wurde er Dozent des Physikalischen Vereins in Frankfurt am Main. Seit seiner Studienzeit in Göttingen war er Mitglied der Burschenschaft Brunsviga. Weitere Stationen:
- 1867 außerordentlicher Professor in Göttingen
- 1870 ordentlicher Professor am Polytechnikum (heute ETH) in Zürich
- 1871 Professor in Darmstadt
- 1875 Professor in Würzburg, sein Nachfolger wurde 1888 Wilhelm Conrad Röntgen[5]
- 1888 Professor in Straßburg

Kohlrausch war Mitglied der Akademie der Wissenschaften zu Berlin und von 1895 bis 1905 – als Nachfolger Hermann von Helmholtz’ – Präsident der Physikalisch-Technischen Reichsanstalt (PTR) in Charlottenburg. 1899 wurde er zum ordentlichen Honorarprofessor an der Berliner Universität ernannt. 1896 wurde er in den Orden Pour le mérite für Wissenschaften und Künste aufgenommen, 1900 in die American Academy of Arts and Sciences gewählt, 1901 in die National Academy of Sciences. Seit 1894 war er korrespondierendes Mitglied der Russischen Akademie der Wissenschaften in Sankt Petersburg. 1907 wurde er Ehrenmitglied (Honorary Fellow) der Royal Society of Edinburgh.
Zu seinen Doktoranden zählen unter anderen der US-amerikanische Physiker Carl Barus (1856–1935, Promotion 1879), Erasmus Kittler (1852–1929, Promotion 1880) und Walther Nernst (1864–1941), der 1887 bei ihm in Würzburg promovierte.

## Leistungen
Seine Arbeiten auf den Gebieten der Theorie, der Messverfahren und Instrumente und des Experiments haben sich wesentlich auf die elektrischen und magnetischen Eigenschaften (Bestimmung des Ohms und des elektrochemischen Äquivalents) konzentriert.
Ab 1875 erschloss er sich das neue Gebiet der Physikalischen Chemie, der Lösungen, besonders deren elektrolytische Leitfähigkeit: Kohlrausch'sches Quadratwurzelgesetz, Bestimmung Ionenprodukt des Wassers mit Heydweiller, Entwicklung des ersten Konduktometers für Leitfähigkeitsmessung von Elektrolyten, Ermittlung des Löslichkeitsproduktes von schwer löslichen Salzen, Bestimmung der Leitfähigkeitsänderung in Abhängigkeit von der Temperatur, Berechnungsvorschrift zur Bestimmung der Wanderungsgeschwindigkeiten von Ionen aus der Grenzleitfähigkeit bei der Elektrolyse, darüber hinaus die Thermoelektrizität und Wärmeleitung, die Totalreflexion des Lichts und die Elastizität.
Mit seinen Untersuchungen zur elastischen Nachwirkung griff er eine Beobachtung Wilhelm Eduard Webers auf; zur Beschreibung der Ergebnisse setzte er die von seinem Vater für die elektrische Nachwirkung vorgeschlagene Kohlrausch-Funktion ein.

## Familie
Er heiratete 1867 in Göttingen Hermine Schilling, eine Tochter des Arztes Dr. Eduard Schilling. Das Paar hatte einen Sohn und vier Töchter, darunter:
- Eduard (* 4. Februar 1874; † 22. Januar 1948) ⚭ Helene Carl (1877–1971)
- Marie (* 1869) ⚭ Wilhelm Hallwachs (1859–1922), Physiker

## Schriften (Auswahl)
- Leitfaden der praktischen Physik (Leipzig 1870).
- Das Leitvermögen der Elektrolyte (Leipzig 1898).

- Wilhelm Hallwachs, Adolf Heydweiller, Karl Strecker, Otto Wiener: Gesammelte Abhandlungen von Friedrich Kohlrausch, in zwei Bänden, Verlag von Johann Ambrosius Barth, Leipzig, 1910–1911

Die Physikalisch-Technische Bundesanstalt (PTB) und ihre Vorgängerinstitution, die PTR, stellen den wissenschaftshistorisch bedeutsamen „Kohlrausch“ in seiner letzten 24. Auflage von 1996 (Teubner-Verlag) der interessierten Allgemeinheit zum Download zur Verfügung.
- Praktische Physik, Band 1
- Praktische Physik, Band 2
- Praktische Physik, Band 3
- Praktische Physik, Tabellen

Der Nachlass von F. W. Kohlrausch befindet sich im Archiv des Deutschen Museums in München.